# Graphiurus platyops
Graphiurus platyops — вид гризунів родини Вовчкові (Gliridae).

## Поширення
Вид поширений у Південній Африці. Зустрічається в Анголі, Ботсвани, Мозамбіку, ПАР, Есватіні, Замбії і Зімбабве.

## Спосіб життя
Цей вид мешкає в лісистій місцевості, савані, луках і скелястих районах.